# Рафиев, Муса-бек
Муса-бек Рафиев (азерб. Musa bəy Hacı Məmmədhüseyn oğlu Rəfiyev; 1888, Елизаветполь — 1938, Тебриз) — — общественно-политический и государственный деятель. Был членом Мусульманской фракции Закавказского сейма и Национального совета Азербайджанской Демократической Республики. Занимал пост министра во втором и пятом правительствах АДР. Был избран депутатом от партии «Мусават», работал в финансово-бюджетной комиссии парламента.
Был участником Гянджинского восстания против апрельской оккупации, после поражения восстания эмигрировал.

## Жизнь
Муса-бек Рафиев родился в 1888 году в городе Елизаветполе. Первое образование получил в медресе при мечети Шаха Аббаса, затем в Елизаветпольской мужской гимназии. Окончив гимназию с серебряной медалью, поступил в Киевский императорский университет. Окончив в 1908 году медицинский факультет этого учебного заведения, начал работать ординатором в клинике при университете. В ноябре того же года вернулся в Елизаветполь, где был принят на работу врачом-терапевтом в городскую больницу им. Афанасьева. За образцовую деятельность в 1913 году получил чин титулярного советника, в 1914-м – коллежского ассесора, в 1916-м – надворного советника. В конце 1914 года Муса-бек Рафиев вместе с Гасан-беком Агаевым и Худадат-беком Рафибейли основал в Гяндже первое медицинское общество.         

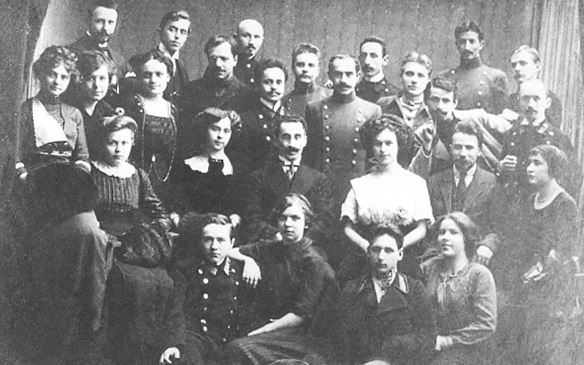
Муса бек Рафиев (в центре) и студенты Императорского Киевского университета

После Февральской революции был уполномоченным по Елизаветпольской губернии Особого Закавказского комитета, созданного Временным правительством. Был одним из первых членов Тюркской партии децентрализации, созданной Насиб-беком Юсифбейли. 17 июня 1917 года состоялся объединительный съезд партии «Мусават» и Тюркской партии децентрализации. Муса-бек Рафиев стал членом центрального комитета, созданного после этого съезда. Был членом мусульманской фракции Закавказского сейма, а после развала Закавказской Демократической Федеративной Республики – членом Национального совета Азербайджанской Демократической Республики.
17 июня 1918 года Муса-бек Рафиев был назначен министром без портфеля в кабинете второго правительства АДР. 6 октября 1918 года, после того как председатель совета министров Фатали хан Хойский реорганизовал кабинет, Рафиев был назначен министром призрения и вероисповеданий. Был членом азербайджанской делегации, посланной 14 ноября 1918 года в Энзели на переговоры с Уильямом Томсоном. Муса-бек Рафиев был избран от партии «Мусават» в члены парламента АДР, начавшего свою деятельность 7 декабря 1918 года. Работал с финансово-бюджетной комиссии парламента. В сформированном 22 декабря 1919 года пятом правительстве АДР Рафиев занял пост министра социального обеспечения и здравоохранения. На этой должности он пробыл до 1 апреля 1920 года. Во время его работы на посту министра в Азербайджане были открыты 35 больниц, 56 фельдшерских пунктов.
Муса Рафиев был участником Гянджинского восстания против апрельской оккупации. После поражения восстания эмигрировал в Турцию. До приезда Мамед Эмина Расулзаде в Турцию возглавлял созданный в Стамбуле Азербайджанский комитет. Был первым председателем Азербайджанского информационного бюро, созданного в сентябре 1921 года против оккупации Азербайджана. В 1922 году под председательством Мусы Рафиева был сформирован Комитет членов правительства и парламента Азербайджана, ставший продолжением Азербайджанского информбюро.
В 1925 году Муса-бек Рафиев вместе с семьёй переехал в Тебриз. Он открыл там клинику и сам занимался врачебной практикой. Будучи в Тебризе, продолжал борьбу за независимость Азербайджана, о чём свидетельствует переписка с Мамед Эмином Расулзаде и Алимардан-беком Топчибашевым. Умер в Тебризе в 1938 году.
Муса Рафиев был женат на Нине Алексеевне. У него было двое детей – дочь Лейла, 1922 года рождения, и сын Давуд, 1926 года рождения.